# Brahim Ghali
Brahim Ghali (in arabo إبراهيم غالي‎?; in spagnolo Brahim Gali; Smara, 16 settembre 1946) è un politico sahrawi, presidente della Repubblica Democratica Araba dei Sahrawi (SADR) ed ex ambasciatore della SADR in Algeria. Ghali è stato una figura storica e ha svolto un ruolo chiave nella lotta del popolo saharawi per l'autodeterminazione e l'indipendenza dal Marocco. Fu determinante nella creazione del Movimento per la liberazione della Saguia el Hamra e del Wadi el Dhahab,  la Intifada di Zemla del 1970 contro il dominio spagnolo,  la fondazione del Fronte popolare per la liberazione della Saguia el-Hamra e Río de Oro (Fronte Polisario) nel 1973, e la Repubblica Sahrawi nel 1976. Ha anche svolto un ruolo importante nella guerra del Sahara occidentale e nell'istituzione della MINURSO, la missione di mantenimento della pace delle Nazioni Unite per il Sahara occidentale.

## Biografia
Ghali è nato a Smara, allora nel Sahara spagnolo, il 16 settembre 1946 (sebbene altre fonti affermassero che fosse nato a Bu Craa). Ghali si unì alle truppe nomadi a guida spagnola alla fine degli anni '60 e successivamente fu inviato a Smara per lavori amministrativi. Dopo diversi incontri con Mohamed Bassiri e altri dirigenti politici saharawi, decisero di creare l'AOLS nel 1969, con Ghali come segretario dell'organizzazione. Ha partecipato alla manifestazione AOLS tenutasi a El Aaiun il 16 giugno 1970, che divenne nota come Intifada di Zemla. Detenuto quella stessa notte da soldati spagnoli, è stato condannato a un anno di prigione per le sue attività politiche. È stato liberato nel 1971, ma è stato nuovamente arrestato per breve tempo nel 1972 per aver preso parte a manifestazioni.
Ghali è stato uno dei fondatori e leader originali del Fronte Polisario nel 1973 ed è stato eletto primo segretario generale del movimento al suo congresso costitutivo. Accanto a El Uali Mustapha Sayed, Ghali guidò il raid El-Khanga, la prima azione militare del Polisario contro una postazione nel deserto dell'esercito spagnolo, raccogliendo armi e attrezzature. Nel 1974, quando El Uali fu eletto nuovo Segretario generale del POLISARIO, Ghali fu scelto per comandare l'Esercito popolare di liberazione saharawi, la sua ala militare.
Il 22 ottobre 1975, Ghali, El Uali e Mahfoud Ali Beiba incontrarono il generale Federico Gómez de Salazar, governatore spagnolo del territorio, nel primo incontro ufficiale tra i rappresentanti del governo spagnolo e il POLISARIO. I negoziati si sono interrotti poco dopo, con Ghali che non ha partecipato a un altro incontro con Gómez de Salazar il 29 ottobre, mentre il governo spagnolo ha dichiarato il coprifuoco su El Aaiun. Il 4 marzo 1976 è stato designato ministro della Difesa del primo governo della SADR, proclamato a Bir Lehlou il 27 febbraio. Rimase in quella carica fino al 1989 quando fu scelto come comandante in capo della Seconda Regione Militare.
In un'elezione tenutasi il 9 luglio 2016 nei campi profughi saharawi di Tindouf, Ghali è stato scelto come prossimo presidente e segretario generale della SADR. Ghali ha sostituito il leader di lunga data Mohamed Abdelaziz, morto il 31 maggio 2016. Ghali ha fatto una visita presidenziale al presidente nigeriano, il presidente Mohammadu Buhari giovedì 13 giugno 2019, nella villa di Abuja, in Nigeria.

## Accuse
Nel 2013 è stata presentata una denuncia contro di lui per stupro e abuso sessuale del giovane Khadijatou Mahmoud Mohamed Zoubeir. Inoltre, i prigionieri saharawi hanno sporto denuncia contro di lui per tortura. È il caso di El Kabch Mohamed Nafee, El Kharchi Lahbib e Chouiaar Mohamed Mouloud che avevano descritto in modo straziante nel marzo 2014 davanti al Tribunale nazionale spagnolo le sofferenze che hanno sopportato per anni nella cosiddetta prigione "Errachid" (sud-ovest dell'Algeria). Successivamente sono stati sottoposti a una perizia medica per rilevare le stimmate delle torture subite. Questi sopravvissuti avevano dichiarato davanti al giudice di aver assistito all'omicidio di diverse persone sotto tortura da parte delle milizie del Polisario. Il 19 maggio 2021, l'Alta corte spagnola lo ha convocato per più accuse e ha fissato una data in tribunale per presentarsi. Ghali, tuttavia, ha rifiutato di firmare la convocazione, dicendo che deve prima fare riferimento all'ambasciata algerina.